# Drehsegmenttor
Als Drehsegmenttor wird eine besondere Bauform eines Schleusentores bzw. eines Wehrverschlusses bezeichnet. Verbaut im Oberhaupt einer Schleuse, dient es auch dazu, die Schleusenkammer für Hochwasserregulierung einzusetzen.

Drehsegmenttor

## Aufbau
Das Drehsegmenttor hat eine nach außen gerundete Form und wird nur im Oberhaupt der Schleuse eingesetzt. Im unteren Bereich hat es eine nach innen gerundete Wölbung. In der Stauposition ist das Drehsegmenttor hochgefahren und die untere Kante verschließt die Schleusenkammer. Für die Füllung wird das Tor leicht abgesenkt, womit Oberwasser durch die Wölbung in die Schleusenkammer einfließen kann. Bei gefluteter Schleusenkammer wird das Tor ganz heruntergefahren und liegt damit waagerecht im Boden der Schleusenkammer. Ein Schiff kann ein- oder ausfahren. Für die Hochwasserregulierung kann bei geleerter Schleusenkammer das Tor im Unterhaupt geöffnet und das Drehsegmenttor im Oberhaupt geöffnet werden.